# Губонин, Пётр Ионович
Пётр Ио́нович Губо́нин (1825, Борисово, Московская губерния — 30 сентября [12 октября] 1894, Москва) — русский купец 1-й гильдии, промышленник и меценат. До 1858 г. — крепостной крестьянин, с 1872 г. — дворянин.

## Биография
Родился в 1825 году в бывшем селе Борисове Непецинской волости Коломенского уезда (ныне — в Коломенском районе Московской области) в семье крепостного каменщика. До 1858 г. был крепостным крестьянином помещика Бибикова, в 1858 г. получил вольную и приписался к московскому купечеству.
Начинал работать каменщиком, занимался подрядами по каменным работам. Впоследствии вместе с инженером Садовским он получил подряд на постройку каменных мостов Московско-Курской железной дороги; затем участвовал в строительстве Орловско-Витебской, Грязе-Царицынской, Лозово-Севастопольской, Уральской, Горнозаводской, Балтийской и других железных дорог.

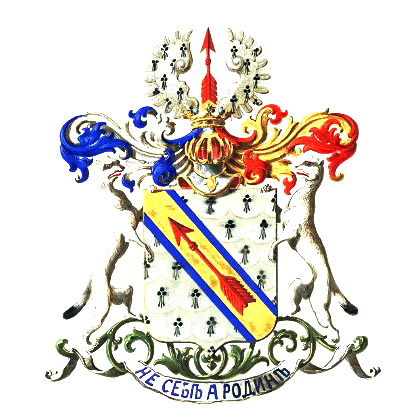
Семейный герб Губониных

Вместе с В. А. Кокоревым создал Бакинское нефтяное общество, Северное страховое общество. Купил также в Крыму известное имение Гурзуф, завёл там обширное виноделие и стремился сделать из него европейский курорт. Губониным в Гурзуфе был построен Храм Успения Пресвятой Богородицы.
Принимал Губонин ближайшее участие и в постройке в Москве храма Христа Спасителя и многих других благотворительных проектах. На средства Губонина было построено Комиссаровское техническое училище в Москве, финансировал строительство Политехнического музея.
В Твери на его средства было построено здание духовной семинарии.

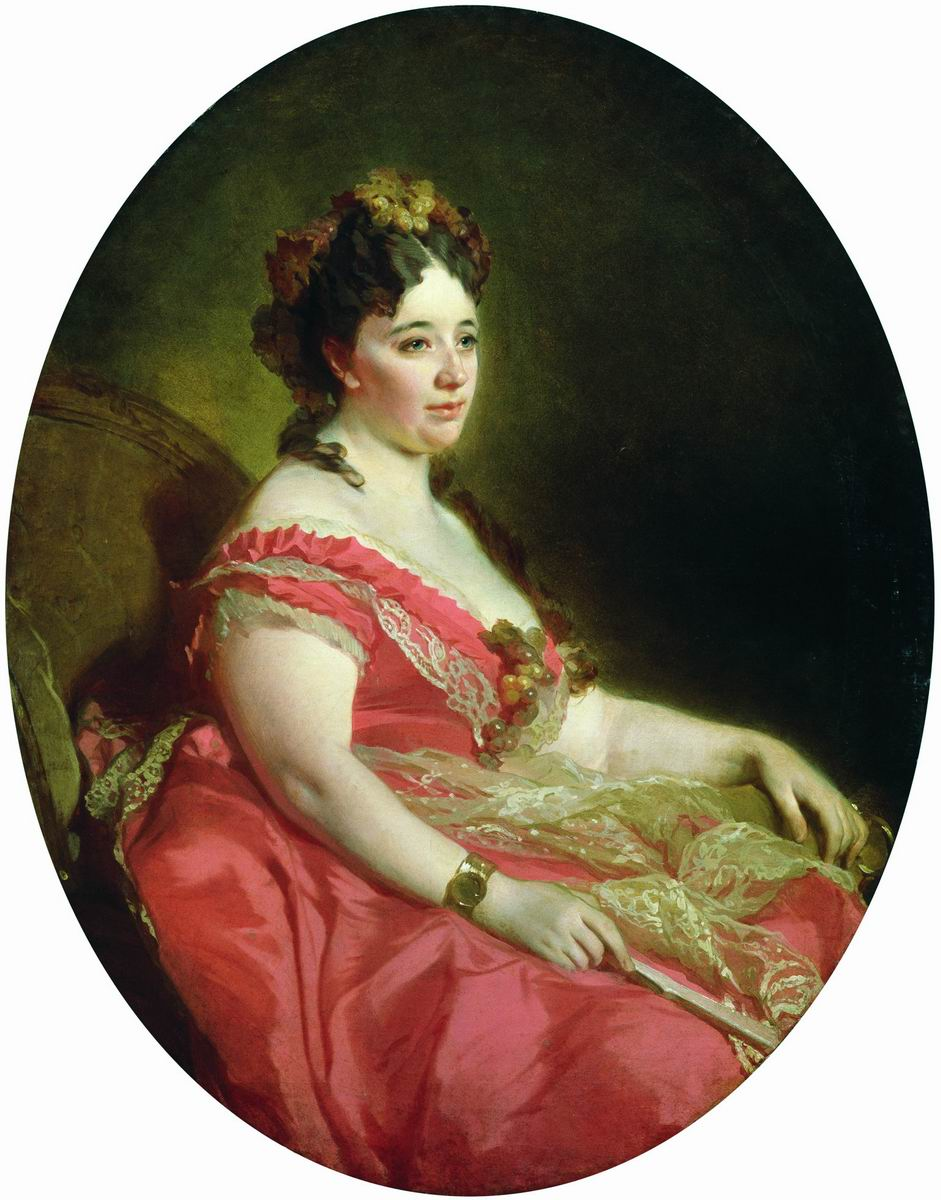
Миллионер Губонин заказал художнику И. К. Макарову портрет своей жены Марины Севастьяновны, приехавшей в Петербург на зимний театральный сезон. Но, заплатив за работу, портрета не взял, сказав: «Слишком похожа на себя. Не хочу, чтобы она все время была у меня на глазах».

За труды в работе Русского технического общества Губонин получил звание коммерции советника.
Дворянство было ему пожаловано, 21 декабря 1872 г., «в воздаяние пожертвований с 1870—1872 года на устройство и обеспечение бывшей в сем году политехнической выставки в Москве и во внимание к стремлению его своими трудами и достоянием содействовать общественной пользе». На выставке Губонин возглавлял железнодорожный отдел.
После строительства Севастопольской дороги, в 1875 году, Губонин стал действительным статским советником, что дало потомственное дворянство его сыновьям — Сергею и Николаю; в 1878 году Губонины получили дворянский герб с девизом «Не себе, а Родине».

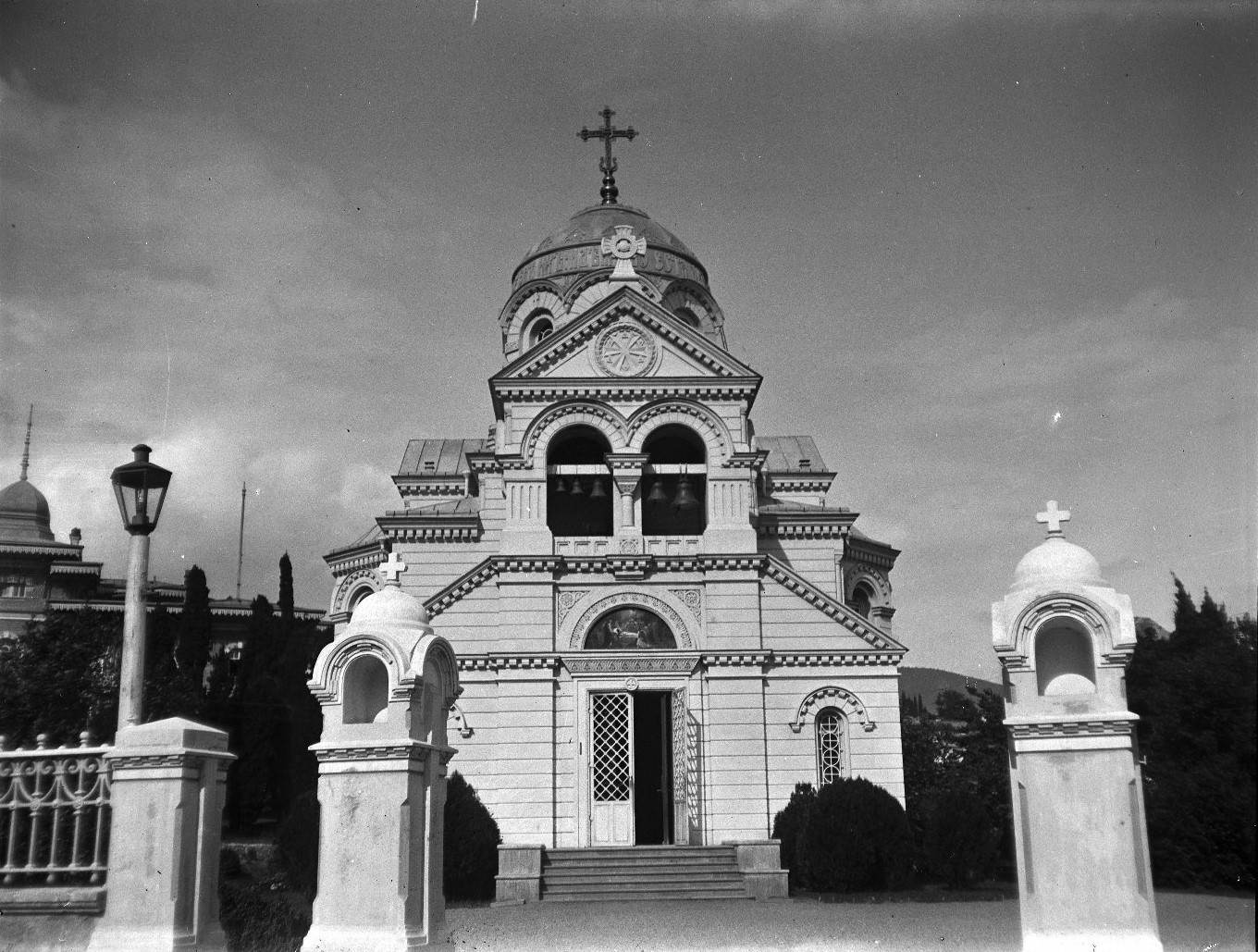
Гурзуф. Успенский собор, построенный Губониным в 1890 г., где он был позже захоронен по завещению (и его жена также). 1897 г.

П. И. Губонин был почётным членом педагогического совета Императорского московского технического училища, членом Общества любителей естествознания, антропологии и этнографии. В 1871 году учредил именную стипендию для оставляемого при университете после окончания курса на физико-математическом факультете Московского университета (размером 302 руб. 50 коп.).
По характеристике министра финансов России Витте, Пётр Губонин:

…представлял собою толстопуза, русского простого мужика с большим здравым смыслом. Губонин, как я уже говорил, начал свою карьеру с мелкого откупщика, затем сделался подрядчиком, а потом строителем железных дорог и стал железнодорожной звездой. Он производил на меня впечатление человека с большим здравым смыслом, но почти без всякого образования.— Витте С. Ю. 1849—1894: Детство. Царствования Александра II и Александра III, глава VII // Воспоминания. — М.: Соцэкгиз, 1960. — Т. 1. — С. 121. — 75 000 экз.
Состояние Губонина оценивалось примерно в 20 миллионов рублей. Пётр Ионович Губонин скончался 30 сентября 1894 года в Москве, похоронен согласно его завещанию в Гурзуфе в семейном склепе (в советское время к середине 1932 году собор снесли, могилу Губонина и его жены перенесли на другое кладбище).

## Семья
Отец — Ион Михайлович (ок. 1803—с 1856), мать — Ирина Гавриловна (ок. 1802—с 1856)
- Жена — Марина Севастьяновна (ок. 1826—?)
- Сын Сергей Петрович (3 июля 1852—?) — купец 1-й гильдии, дворянин, торговец винами.
- Сын Николай Петрович (1861—1918) — надворный советник, член Попечительного совета Комиссаровского технического училища.
  - Внук Пётр Николаевич Губонин (1884—1929) — офицер Российского императорского флота, участник Русско-японской войны, вахтенный начальник и плутонговый командир крейсера «Варяг», участник боя у Чемульпо, Георгиевский кавалер, капитан 2 ранга.
  - Внучка Ольга Николаевна (по мужу Цубербиллер; 1885—1975) — математик и педагог высшей школы.

## Заслуги

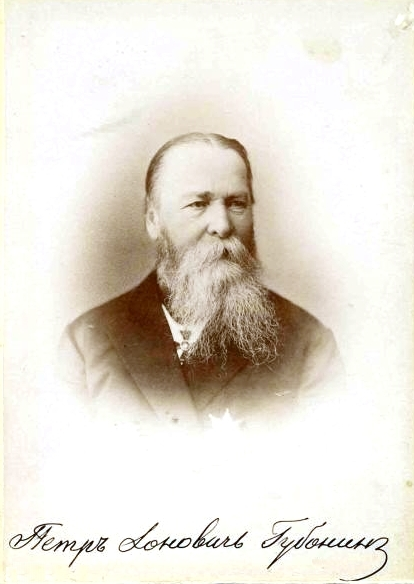
Фотопортрет Петра Ионовича Губонина с орденом

- За свои заслуги в развитии отечественной промышленности и крупные пожертвования Пётр Ионович получил чин тайного советника.
- Был награждён орденами Св. Станислава 1-й степени, Св. Анны 1-й и 2-й степеней, Св. Владимира 2-й и 3-й степеней.
- Заслуги Губонина были признаны за границей. Он был награждён иностранными наградами: сербским орденом Белого Орла, черногорским — Князя Даниила 2-й степени, австрийским — Командорского креста Франца Иосифа, персидским — Льва и Солнца 2-й степени[10].
- Первый Почётный гражданин Царицына[11].

### Интересный факт
«А ныне, милость божия! — 

Досыта у Губонина

Дают ржаного хлебушка,

Жую — не нажуюсь!»
Ещё будучи крепостным, Пётр Губонин «8 ноября 1856 года за труды по возобновлению Большого театра в Москве Всемилостивейшее награждён Серебрянною (так в документе) медалью с надписью „За усердие“ для ношения в петлице на Аннинской ленте». Эта награда от Государя — первая по рангу и первая у П. И. Губонина.